# Beata Szydło
Beata Szydło, nascida Beata Maria Kusińska (Oświęcim, 15 de abril de 1963) é uma política da Polónia, vice-presidente do partido Lei e Justiça (Prawo i Sprawiedliwość), atual membro da Sejm (Parlamento) desde 25 de setembro de 2005. Foi primeira-ministra da Polónia de 16 de novembro de 2015 até 11 de dezembro de 2017.